# فولکس‌واگن برازیلیا
فولکس‌واگن برازیلیا (Volkswagen Brasilia) خودرویی است که در سال‌های ۱۹۷۳–۱۹۸۲تولید شده‌است. طول آن در حالت طبیعی ۴٫۰۱ متر (۱۵۷٫۹ اینچ) و وزن آن در حالت طبیعی ۸۹۰ کیلوگرم (۱٬۹۶۰ پوند) است.
موتور آن ۶۰۰ سی‌سی است.